# Geghi
Geghi (in armeno Գեղի) è un comune di 138 abitanti (2010) della Provincia di Syunik in Armenia.